# Resultados do Carnaval do Rio de Janeiro em 1947
Nesta página estão listados os resultados dos concursos de escolas de samba, frevos carnavalescos, ranchos carnavalescos e sociedades carnavalescas do carnaval do Rio de Janeiro do ano de 1947. Os desfiles foram realizados entre os dias 15 e 18 de fevereiro de 1947.
O carnaval de 1947 ficou conhecido como "Carnaval da Paz", por ocorrer na época de pacificação após a Segunda Guerra Mundial. Insatisfeitos com a ligação entre a União Geral das Escolas de Samba do Brasil (UGESB) e o Partido Comunista Brasileiro (PCB), políticos cariocas estimularam a fundação de uma nova entidade carnavalesca, a Federação Brasileira de Escolas de Samba (FBES). Apesar da existência de duas entidades representativas diferentes, apenas um desfile de escola de samba foi realizado, com a participação de todas as agremiações.
A Portela conquistou seu nono título no carnaval e a histórica marca de sete títulos consecutivos. A escola homenageou o inventor brasileiro Santos Dumont. O enredo "Honra ao Mérito" foi elaborado pelos artistas Euzébio e Lino Manuel dos Reis. A Estação Primeira de Mangueira ficou com o vice-campeonato, resultado que se repetia desde 1943.
Pás Douradas ganhou a disputa dos frevos. Turunas de Monte Alegre foi o campeão dos ranchos. Clube dos Cariocas venceu o concurso das grandes sociedades.

## Escolas de samba
O desfile das escolas de samba do Rio de Janeiro de 1947 foi realizado no domingo, dia 16 de fevereiro do mesmo ano, na Avenida Presidente Vargas. O evento foi organizado pela União Geral das Escolas de Samba do Brasil (UGESB) e pela recém fundada Federação Brasileira de Escolas de Samba (FBES). Devido à ligação da UGESB com o Partido Comunista Brasileiro (PCB), setores da política carioca estimularam a criação da FBES. A entidade foi fundada em 1 de janeiro de 1947 e, em seu primeiro ano, teve poucas escolas filiadas. Apesar da existência de duas entidades representativas diferentes, apenas um desfile foi realizado, com a participação de todas as agremiações.
| Ordem dos desfiles |
| 1. Fiquei Firme 2. Escalão de Tupã 3. Recreio de Inhaúma 4. Estação Primeira de Mangueira 5. Prazer da Serrinha 6. Unidos de Tomás Coelho (Não desfilou) 7. Paz e Amor 8. Lira do Amor 9. Filhos do Deserto 10. Paraíso das Morenas 11. Unidos da Capela 12. Cenáculo do Samba 13. Recreio de São Carlos 14. Unidos do Catete 15. Portela 16. Unidos do Morro Azul 17. Depois Eu Digo 18. Cada Ano Sai Melhor 19. Aprendizes de Copacabana 20. Acadêmicos da Gávea 21. Azul e Branco do Salgueiro 22. Flor do Lins 23. Unidos de Vila Isabel 24. Unidos do Salgueiro 25. Paraíso do Grotão 26. Unidos do Cabuçu 27. Unidos da Tijuca |

### Quesitos e julgadores
| Foram mantidos os nove quesitos de avaliação do ano anterior: 1. Bandeira 2. Bateria 3. Comissão de Frente 4. Enredo 5. Fantasia de Mestre-Sala e Porta-Bandeira 6. Harmonia 7. Indumentária 8. Iluminação dos Préstitos 9. Samba Os quesitos valiam notas de zero à dez. | A comissão julgadora foi formada por: - Armando Santos - Cap. José Nunes da Silva Sobrinho - Cristóvão Freire - Eduardo Magalhães - Jaime Correa - Manoel Piló |

### Classificação
Portela foi a campeã, conquistando seu nono título no carnaval e a histórica marca de sete títulos consecutivos. A escola apresentou o enredo "Honra ao Mérito", em homenagem ao inventor brasileiro Santos Dumont. O desfile foi elaborado pelos artistas Euzébio e Lino Manuel dos Reis. Pelo quinto ano consecutivo, a Estação Primeira de Mangueira ficou com o vice-campeonato. Unidos de Tomás Coelho não desfilou.
| Legenda: Campeã * Sem informação disponível |

| Col. | Escola                        | Enredo                                                | Carnavalesco(a)                | Pontos | Premiação    |
| ---- | ----------------------------- | ----------------------------------------------------- | ------------------------------ | ------ | ------------ |
| 1    | Portela                       | Honra ao Mérito                                       | Euzébio e Lino Manuel dos Reis | 39     | Cr$ 5.000,00 |
| 2    | Estação Primeira de Mangueira | Brasil, Ciências e Artes                              | Armando Silva                  | 37,2   | Cr$ 3.000,00 |
| 3    | Depois Eu Digo                | Carnaval da Paz                                       | *                              | 30     | Cr$ 2.000,00 |
| 4    | Paz e Amor                    | *                                                     | *                              | 29,2   | Cr$ 1.000,00 |
| 5    | Azul e Branco do Salgueiro    | Grito do Ipiranga                                     | *                              | 29,1   | Cr$ 1.000,00 |
| 6    | Lira do Amor                  | *                                                     | *                              | 27,2   | -            |
| 6    | Prazer da Serrinha            | Os Bandeirantes                                       | *                              | 27,2   | -            |
| 7    | Unidos da Capela              | *                                                     | *                              | 25,2   | -            |
| 8    | Unidos da Tijuca              | Tijuca e Suas Belezas Naturais                        | *                              | 24,2   | -            |
| 9    | Paraíso das Morenas           | Marquesa de Santos                                    | *                              | 24     | -            |
| 10   | Filhos do Deserto             | *                                                     | *                              | 23     | -            |
| 11   | Cada Ano Sai Melhor           | Enredo em Homenagem às Escolas, Ranchos e Clubes      | *                              | *      | -            |
| 12   | Unidos de Vila Isabel         | De Escrava a Rainha                                   | Miguel Moura                   | *      | -            |
| 13   | Unidos do Cabuçu              | Compositor Desprezado                                 | *                              | *      | -            |
| 14   | Unidos do Salgueiro           | *                                                     | *                              | *      | -            |
| 15   | Recreio de Inhaúma            | *                                                     | *                              | *      | -            |
| 16   | Unidos do Catete              | Catete Velho                                          | *                              | *      | -            |
| 17   | Recreio de São Carlos         | Homenagem a Federação Brasileira das Escolas de Samba | *                              | *      | -            |
| 18   | Paraíso do Grotão             | *                                                     | *                              | *      | -            |
| 19   | Escalão de Tupã               | *                                                     | *                              | *      | -            |
| 20   | Flor do Lins                  | *                                                     | *                              | *      | -            |
| 21   | Unidos de Terra Nova          | Educação e Cultura                                    | *                              | *      | -            |
| 22   | Cenáculo do Samba             | *                                                     | *                              | *      | -            |
| 23   | Unidos do Morro Azul          | *                                                     | *                              | *      | -            |
| 24   | Fiquei Firme                  | *                                                     | *                              | *      | -            |
| 25   | Aprendizes de Copacabana      | *                                                     | *                              | *      | -            |
| 26   | Acadêmicos da Gávea           | *                                                     | *                              | *      | -            |

## Frevos carnavalescos
O desfile dos frevos carnavalescos foi realizado a partir das 20 horas de sábado, dia 15 de fevereiro de 1947, na Avenida Presidente Vargas.
Julgadores
A comissão julgadora foi formada por Capitão José Nunes da Silva Sobrinho; Eustórgio Wanderley; e Rubens Rezende.

### Classificação
Pás Douradas foi campeão com um ponto de vantagem sobre os Lenhadores.
| Col. | Frevo                         | Pontos | Premiação    |
| ---- | ----------------------------- | ------ | ------------ |
| 1    | Pás Douradas                  | 10     | Cr$ 3.000,00 |
| 2    | Lenhadores                    | 9      | Cr$ 2.000,00 |
| 3    | Vassourinhas                  | 8,5    | Cr$ 1.000,00 |
| 4    | Batutas da Cidade Maravilhosa | 6,5    | -            |
| 5    | Prato Misterioso              | 3      | -            |

## Ranchos carnavalescos
| Ordem dos desfiles |
| 1. Sodade do Cordão 2. Aliança de Quintino 3. Turunas de Monte Alegre 4. Indios do Amazonas 5. Inocentes de Catumbi 6. Tomara que Chova |

Julgadores
A comissão julgadora foi formada por Antonio Veloso; Artalídio Luz; João Ferreira Gomes; Manuel Farias; Rubens Vieira; Valdemiro Guedes de Oliveira.

### Classificação
Turunas de Monte Alegre foi o campeão.
| Col. | Rancho                  | Enredo                                      | Pontos | Premiação     |
| ---- | ----------------------- | ------------------------------------------- | ------ | ------------- |
| 1    | Turunas de Monte Alegre | Homenagem à Força Expedicionária Brasileira | 291    | Cr$ 10.000,00 |
| 2    | Inocentes de Catumbi    | Riquezas do Brasil                          | 233    | Cr$ 5.000,00  |
| 3    | Tomara que Chova        | Primeiro Governador da Cidade               | 158    | Cr$ 2.500,00  |
| 4    | Aliança de Quintino     | O Brasil e suas Riquezas                    | 140    | Cr$ 1.000,00  |
| 5    | Indios do Amazonas      | Esta Terra tem Dono                         | 86     | Cr$ 1.000,00  |
| 6    | Sodade do Cordão        | Carnaval Antigo                             | 44     | -             |